# Splitflag og stutflag
Splitflag er flag, hvor yderenden formes af to eller flere trekantede stykker stof, mens stutflag er rektangulære.
I Norden er der tradition for at stutflag benyttes af privatpersoner (altså som national- eller koffardiflag), mens staten bruger splitflag (altså statsflag og orlogsflag).
- Dannebrog som stats- og orlogsflag
- Dannebrog som national- og koffardiflag
- Det norske stats- og orlogsflag
- Det norske national- og koffardiflag
- Det svenske stats- og orlogsflag
- Det svenske national- og koffardiflag

## Splitflag i Danmark
Anvendelsen af splitflag i Danmark er i stor udstrækning forbeholdt statens institutioner og myndigheder.. Indtil 1964 kunne private ved kongelig resolution meddeles tilladelse til også at flage med splitflag, og således kan man eksempelvis i Zoologisk Have i København, der er en selvejende institution, se splitflaget vaje. Steder der har lov til at flage med splitflag, har pligt til at flage på nationens officielle flagdage.